# Notolister edwardsii
Notolister edwardsii är en skalbaggsart som först beskrevs av Sylvain Auguste de Marseul 1853.  Notolister edwardsii ingår i släktet Notolister och familjen stumpbaggar. Inga underarter finns listade i Catalogue of Life.